# Diocese de Huejutla
A Diocese de Huejutla (em latim: Dioecesis Hueiutlensis) é uma diocese da Igreja Católica localizada no município de Huejutla de Reyes, no estado de Hidalgo, pertencente a Arquidiocese de Tulancingo no México. Foi fundada em 24 de novembro de 1922 pelo Papa Pio XI. Com uma população católica de 511.580 habitantes, sendo 85,4% da população total, possui 44 paróquias com dados de 2021.

## História
Em 24 de novembro de 1922 o Papa Pio XI cria a Diocese de Huejutla através do território da Diocese de Tulancingo. Em 1960 a Diocese de Huejutla juntamente com a Diocese de San Luis Potosí perdem território para a formação da Diocese de Ciudad Valles. Em 1962 a Diocese de Huejutla juntamente com a Diocese de Tulancingo, Diocese de Papantla e a Diocese de Tampico perdem território para a formação da Diocese de Tuxpan. Em 2016 a Diocese de Huejutla tem sua província eclesiástica alterada, passando de Puebla de los Angeles para Tulancingo.

## Lista de bispos
A seguir uma lista de bispos desde a criação da diocese em 1922.
|                    | Nome                              | Período            | Notas                                 |
| Bispos de Huejutla | Bispos de Huejutla                | Bispos de Huejutla | Bispos de Huejutla                    |
| ------------------ | --------------------------------- | ------------------ | ------------------------------------- |
| 8º                 | José Hirais Acosta Beltrán        | 2016 - atual       |                                       |
| 7º                 | Salvador Rangel Mendoza, O.F.M.   | 2009 - 2015        | Nomeado bispo de Chilpancingo-Chilapa |
| 6º                 | Salvador Martínez Pérez           | 1994 - 2009        |                                       |
| 5º                 | Juan de Dios Caballero Reyes      | 1978 - 1993        | Nomeado bispo auxiliar de Durango     |
| 4º                 | Sefafin Vásquez Elizalde          | 1968 - 1977        | Nomeado bispo de Ciudad Guzmán        |
| 3º                 | Bartolomé Carrasco Briseño        | 1963 - 1967        | Nomeado bispo auxiliar de Antequera   |
| 2º                 | Manuel Jerónimo Yerena y Camarena | 1940 - 1963        |                                       |
| 1º                 | José de Jesús Manríquez e Zárate  | 1922 - 1939        |                                       |